# 早田和泰
早田 和泰（はやた かずやす、1964年〈昭和39年〉4月13日 - 2024年〈令和6年〉11月30日）は、日本のフリーアナウンサー。昭和プロダクション所属。血液型AB型。愛称は「早ちゃん」。

## 人物・経歴
京都府京都市出身。早稲田大学第一文学部卒業後の1989年にRSK山陽放送へ入社(同期に本田祐美、安田敬一郎)。2006年3月に山陽放送を退社し、フリーへ転向。
かねてから病気療養中だったが、2024年11月30日、死去した。60歳没。

## 山陽放送時代の担当番組
ラジオ
- ジャックあまののGO!GO!あまのじゃく（1989年4月2日-1996年4月7日）
- RSK HITS ISLAND TOP20
- SUNDAY O HITS
- サンデーベスト
- ラジばたワイド2丁目1番地[2]
- 繁盛！お宝巳の刻らじお（木曜日担当）
- THE PAPETMAN SHOW 〜7つの謎の大扉〜　など

テレビ
- RSK5時
- 新はやりもんくらぶ
- VOICE21（2000年4月-2005年3月）
- 水戸黄門（ゲスト出演）　など